# Hornsjön, Värmland
Hornsjön är en sjö på gränsen mellan Aurskog-Hølands kommun i Norge och Eda kommun i Sverige som ingår i Göta älvs huvudavrinningsområde. Sjön har en area på 0,157 kvadratkilometer och ligger 296,5 meter över havet. Sjön avvattnas av vattendraget Ivarsbyälven.

## Delavrinningsområde
Hornsjön ingår i det delavrinningsområde (663270-128226) som SMHI kallar för Utloppet av Rövattnet. Medelhöjden är 274 meter över havet och ytan är 33,3 kvadratkilometer. Det finns inga avrinningsområden uppströms utan avrinningsområdet är högsta punkten. Ivarsbyälven som avvattnar avrinningsområdet har biflödesordning 3, vilket innebär att vattnet flödar genom totalt 3 vattendrag innan det når havet efter 292 kilometer. Avrinningsområdet består mestadels av skog (81 procent). Avrinningsområdet har 2,83 kvadratkilometer vattenytor vilket ger det en sjöprocent på 8,5 procent.